# Cytopharynx
 (décembre 2021).
Si vous disposez d'ouvrages ou d'articles de référence ou si vous connaissez des sites web de qualité traitant du thème abordé ici, merci de compléter l'article en donnant les références utiles à sa vérifiabilité et en les liant à la section « Notes et références ».

Schéma représentant une paramécie. Légende : 1 - vacuole contractile, 2 - canaux radiaux, 3 -vacuole alimentaire, 4 - macronoyau, 5 - micronoyau, 6 - cils vibratils, 7 - péristome, 8 - cytopharynx, 9 - cytostome, 10 - cytoprocte.

Le cytopharynx est une invagination de la membrane plasmique chez les protozoaires (et en particulier les Ciliés) ainsi que chez les rotifères. Il s'agit d'un autre moyen de nutrition que la phagocytose, qui consiste d'abord à sélectionner les aliments au niveau d'un plateau péri-buccal ou d'un cytostome via des cils spécialisés. Les aliments passent ensuite par le cytopharynx avant d'être enfermés dans une vacuole particulière : le phagosome. Celui-ci vient fusionner avec un ou plusieurs lysosomes pour que son contenu soit digéré.